# قائمة فنادق فرنسا

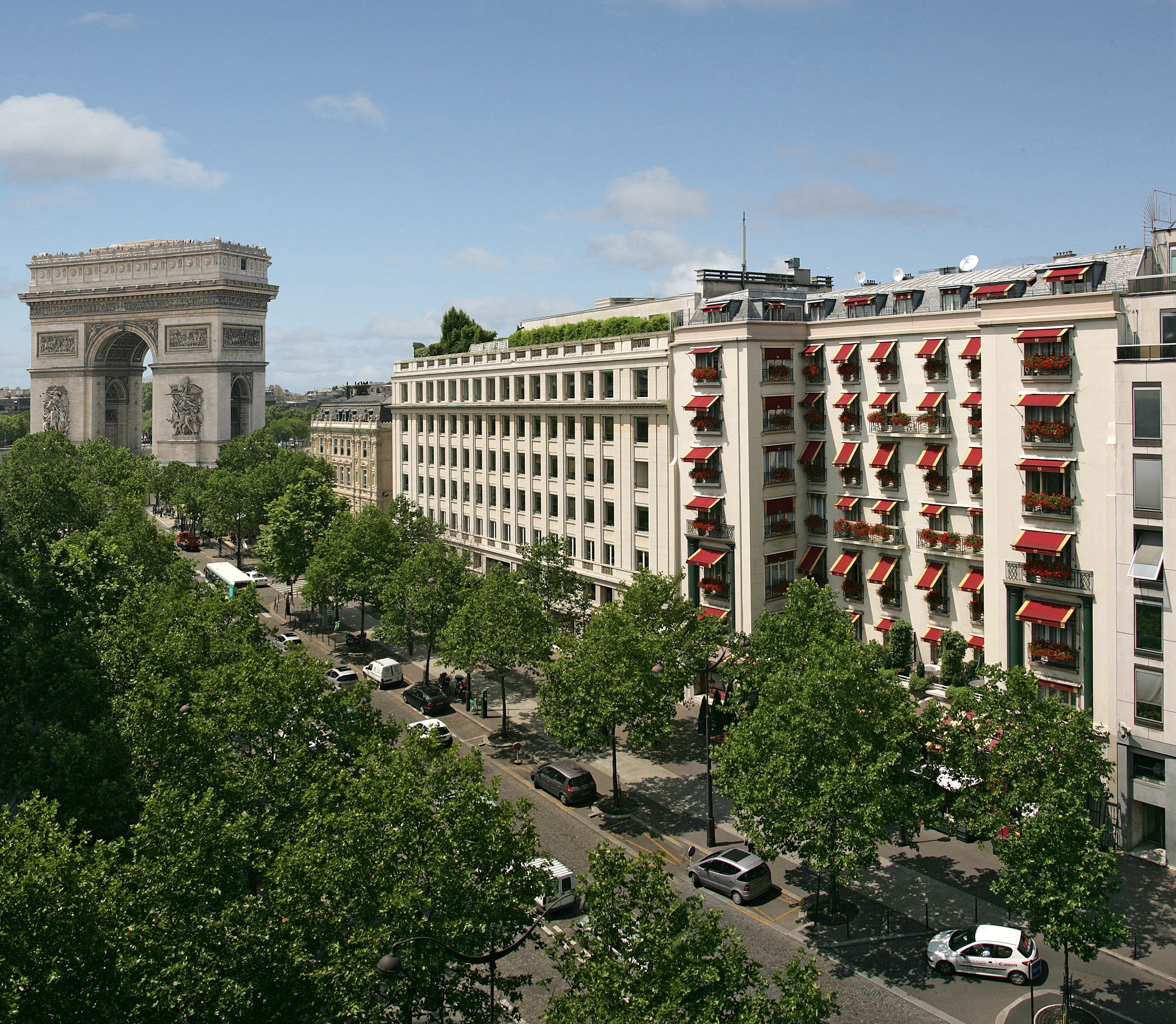
فندق نابليون

الفندق  (الجمع: فنادق) أو النُزُل  (الجمع: أنزال) هو مسكن يسكن فيه الشخص لوقت قصير مقابل أجر، مؤثث مفروش وقد يكون مزوداً بأجهزة منزلية ووسائل راحة وترفيه؛ مع توفير خدمات الطعام والنظافة والصيانة وغيرها.

## قائمة فنادق فرنسا
تحتوي هذه القائمة على أسماء فنادق في فرنسا.
- بينينسيولا باريس
- ميركيور

- فندق أربيز
- فندق فرونكتو
- فندق نابليون

- فندق الريتز (باريس)
- فندق فور سيزونز جورج الخامس
- فندق ماندارين أورينتال، باريس